# L'Índia en flames
L'Índia en flames (títol original en anglès: Northwest Frontier) és una pel·lícula britànica dirigida per J. Lee Thompson, estrenada el 1959. Titulada als EUA Flame over India, i a Austràlia Empress of India.
Ha estat doblada al català.

## Argument[2]
El Maharajà és assassinat pels musulmans revoltats. Per sostreure el seu fill de cinc anys a l'odi dels seus enemics, que serà cridat un dia a convertir-se en el cap polític i religiós de centenars de milers d'hindús és confiat a un capità anglès, Scott, amb la missió de conduir el nen amb seguretat a Kalapur. Comença llavors per al jove príncep hereu i els que l'acompanyen, entre els quals la seva mare (Lady Windham), la seva majordoma americana (Catherine Wyatt), el secretari del palau (Bridie), un fabricant d'armes (Peters), el capità anglès, un periodista (Van Leyden), un periple perillós a través d'un país a foc i a sang. Però el major perill de mort per al jove príncep es troba al si de la seva escorta...

## Repartiment
- Kenneth More: Capità Scott
- Lauren Bacall: Catherine Wyatt
- Herbert Lom: Van Layden
- Wilfrid Hyde-White: Bridie
- I.S. Johar: Gupta
- Ursula Jeans: Lady Windham
- Eugene Deckers: Peters
- Ian Hunter: Sir John Wyndham
- Jack Gwillim: Brig. Ames
- Govind Raja Ross: príncep Kishan
- Basil Hoskins: L'ajuda de camp

## Premis i nominacions

### Nominacions[3]
- 1960: BAFTA a la millor pel·lícula
- 1960: BAFTA a la millor pel·lícula britànica
- 1960: BAFTA al millor guió per Robin Estridge